# Сен-Ло, Эмиль
Эмиль Сен-Ло (фр. Émile Saint-Lot; 11 сентября 1904, Порт-о-Пренс, Гаити — 17 августа 1976, Нью-Йорк, США) — гаитянский политический и общественный деятель, сенатор, дипломат. Президент Сената в Гаити (1957—1959), юрист, журналист.

## Биография
Учился в Центральной сельскохозяйственной школе. Изучал право в колледжа Сен-Луи-де-Гонзаг.
Заниматься политикой стал во время Оккупации Гаити Соединёнными Штатами Америки. Поддерживал идеи свободы и независимости Гаити. Как журналист, занимался вопросами защиты прав на образование и прав человека. Некоторое время был главным судьёй гражданского суда.
В 1946 году избран сенатором Гаити. Был первым послом Гаити в ООН и членом Совета безопасности, где отвечал за голосование по вопросу независимости стран. Сыграл решающую роль в обеспечении независимости Сомали, Израиля и Ливии.
В 1957—1959 годах возглавлял Сенат Гаити.
Занимал ряд важных государственных постов, работал министром образования, здравоохранения и труда (1947), а также министром труда и юстиции (1950).

## Память
- Его имя носит школа на Гаити[1].
- В честь Э. Сен-Ло названа улица в Триполи.